# Gahnite
La gahnite (simbolo IMA: Ghn), nota anche come spinello di zinco o automolite, è un minerale piuttosto raro del supergruppo dello spinello e in particolare degli ossispinelli, nella cui famiglia occupa un posto nel sottogruppo dello spinello; si trova all'interno della classe minerale degli "ossidi e idrossidi" con la composizione chimica ZnAl2O4. Da un punto di vista chimico, il minerale è quindi un ossido di zinco-alluminio o alluminato di zinco.
La gahnite forma una serie mista con spinello (MgAl2O4) e hercynite (Fe2+Al2O4).

## Etimologia e storia
Il minerale è stato scoperto per la prima volta nella miniera di Eric Matts vicino a Falun (noto anche come Fahlun) in Svezia. Fu descritto per la prima volta nel 1807 da Carl Erenbert Freiherr von Moll dopo un'analisi chimica di Anders Gustaf Ekeberg. Quest'ultimo propose che il minerale appena scoperto fosse chiamato automolite, dalla parola greca αὐτόμολος [automolos] per i disertori. Dovrebbe essere un cenno all'inaspettato contenuto di zinco, "... perché questo fossile, nonostante la sua somiglianza con lo spinello, si avvicina comunque ai minerali a causa del contenuto di zinco". (Ekeberg, da Scherer). A von Moll, tuttavia, non piacevano questi "nomi figurativi" nella storia naturale, così scelse il nome gahnite in onore del chimico svedese Johan Gottlieb Gahn (scopritore del manganese nel 1774).
Il termine è sinonimo di spinello di zinco e ha più di una funzione descrittiva, in quanto contiene zinco invece di magnesio in contrasto con (magnesio) spinello. Sono note anche varie varianti di questo nome: ad esempio, René-Just Haüy chiamò il minerale spinelle zincifère e August Breithaupt zinc spinel. Anche Dietrich Ludwig Gustav Karsten ha tramandato il termine sinonimo fahlunit.
Non è documentata la località tipo del minerale. Poiché la sua scoperta e la sua prima descrizione hanno avuto luogo prima della fondazione dell'Associazione Mineralogica Internazionale (IMA) nel 1959, il riconoscimento scientifico della gahnite come specie minerale distinta sotto l'identificatore grandfathered è stato adottato dall'IMA.

## Classificazione
L'attuale classificazione dell'Associazione Mineralogica Internazionale (IMA) colloca la gahnite nel supergruppo dello spinello, dove è associata a cocromite, coulsonite, cuprospinello, dellagiustaite, deltalumite, franklinite, cromite, galaxite, guite, hausmannite, hercynite, hetaerolite, jacobsite, maghemite, magnesiocromite, magnesiocoulsonite, magnesioferrite, magnetite, manganocromite, spinello, termaerogenite, titanomamagemite, trevorite, vuorelainenite e zincocromite, con le quali forma il sottogruppo dello spinello all'interno degli ossispinelli. Fanno parte di questo gruppo anche la chihmingite e la chukochenite descritte dopo il 2018, nonché la nicromite, il cui nome non è stato ancora riconosciuto dal CNMNC dell'IMA.
Nell'obsoleta 8ª edizione della sistematica dei minerali secondo Strunz, la gahnite apparteneva alla classe minerale degli "Ossidi e Idrossidi" e lì alla sottoclasse "Composti con M3O4 e composti correlati", dove si trova insieme a galaxite, hercynite e spinello nel gruppo "Spinelli di alluminio" con il numero di sistema IV/B.01a all'interno della serie dello spinello.
Nella Sistematica dei lapis (Lapis-Systematik) di Stefan Weiß, che è stata rivista e aggiornata l'ultima volta nel 2018 e che si basa ancora su questa vecchia forma della sistematica di Strunz, al minerale è stato assegnato il sistema e il minerale nº IV/B.01-040. In questa sistematica ciò corrisponde al dipartimento più precisamente definito degli "ossidi con il rapporto di quantità materiale metallo : ossigeno = 3 : 4 (spinello tipo M3O4 e composti correlati)", dove la gahnite insieme alla galaxite, all'hercynite e allo spinello forma il gruppo degli "spinelli alluminati" con il numero di sistema V/B.01.
Anche la 9ª edizione della sistematica minerale di Strunz, aggiornata l'ultima volta dall'IMA nel 2024, classifica la gahnite nel dipartimento degli ossidi con un rapporto di quantità di materiale "metallo : ossigeno = 3 : 4 e simili". Tuttavia, questo è ulteriormente suddiviso in base alla dimensione relativa dei cationi coinvolti, in modo che il minerale possa essere trovato in base alla sua composizione nella suddivisione "Con solo cationi di medie dimensioni", dove si trova insieme a brunogeierite, cromite, cocromite, coulsonite, cuprospinello, filipstadite, franklinite, galaxite, hercynite, jacobsite, magnesiocromite, magnesiocoulsonite, magnesioferrite, magnetite, manganocromite, nicromite, qandilite, spinello, trevorite, ulvöspinello, vuorelainenite e zincocromite costituiscono il "gruppo dello spinello" con il sistema nº 4.BB.05.
Nella classificazione dei minerali Dana, utilizzata principalmente nel mondo anglosassone, la gahnite ha il sistema e il numero minerale 07.02.01.04. Corrisponde alla classe degli "ossidi e idrossidi" e al reparto "ossidi multipli". Qui si trova all'interno della suddivisione "ossidi multipli (A+B2+)2X4, gruppo dello spinello" nel "sottogruppo dell'alluminio", in cui sono classificati anche spinello, galaxite e hercynite.

## Abito cristallino
La gahnite cristallizza nel sistema cristallino cubico nella struttura dello spinello con il gruppo spaziale Fd3m (gruppo nº 227); possiede costante di reticolo a = 8,09 Å e otto unità di formula per cella unitaria e di solito sviluppa cristalli ottaedrici, cubici o dodecaedrici rombici e gemelli fino a circa 12 cm di dimensione. Tuttavia, si trova anche sotto forma di aggregati minerali granulari o massicci.

## Varietà
La cheittonite (dal greco: κρειττωυ per più forte) è una varietà di gahnite che ha una densità maggiore rispetto ad altri spinelli a causa del suo maggiore contenuto di ferro.

## Origine e giacitura
Da un lato, la gahnite si forma come minerale accessorio nelle rocce ignee come graniti e pegmatiti granitiche, ma dall'altro può anche formarsi metamorficamente a livello regionale dal contenuto di sfalerite in depositi di solfuro metamorfosato di grado medio-alto. Nelle bauxiti metamorfosate di basso grado, la gahnite può anche essere formata dalla sua diaspora a componente mista. Inoltre, la gahnite si trova come minerale detritico nei depositi placer.
Essendo una formazione minerale piuttosto rara, la gahnite può essere abbondante in vari siti, ma nel complesso non è molto diffusa. Finora, sono stati documentati più di 400 siti di gahnite (a partire dal 2018). A seconda di dove è stata trovata, la gahnite può presentarsi in paragenesi con andradite, calcite, calcopirite, cordierite, franklinite, hogbomite, corindone, nigerite, flogopite, pirite, pirrotite, rodonite, staurolite e/o willemite.
Oltre alla località tipo di Fa(h)lun, il minerale è stato trovato anche in altri siti della Contea di Dalarna, come il vicino giacimento di Näverberg e le miniere di Skyttgruvan, nonché in diverse miniere vicino a Garpenberg nel comune di Hedemora, vicino a Leksand e nel distretto minerario di Öster Silvberg nel comune di Säter. Altri siti ben noti in Svezia includono il giacimento di manganese-ferro metamorfosato di Långban nel Värmland, le miniere di zinco (Zinkgruvan) vicino ad Åmmeberg nella contea di Örebro e la miniera d'argento vicino a Fröderyd nella contea di Jönköping.
In Germania, la gahnite è stata finora conosciuta sotto forma di inclusioni nel quarzo e nella fluorite viola della miniera di Clara vicino a Oberwolfach nel Baden-Württemberg; dal Silberberg vicino a Bodenmais, dalle miniere di grafite vicino a Kropfmühl e dalla cava di marmo Wimhof vicino a Vilshofen an der Donau, nonché dal giacimento di solfuro metamorfosato del Johanniszeche vicino a Schmelz (Lam) nel distretto di Cham in Baviera; dai cumuli di scorie di rame delle fabbriche di metalli nei pressi di Francoforte-Heddernheim in Assia e dalla cartiera di scorie di zinco di Genna presso Letmathe nella Renania settentrionale-Vestfalia.
In Austria, il minerale è stato trovato, tra l'altro, come componente secondario dei noduli di fosforite, che si trovano nei terreni vicino al castello di Falkenstein nella regione di Weinviertel della Bassa Austria; nella cava di pegmatite di Steiningerbruch nel comune di Luftenberg an der Donau e nelle pegmatiti contenenti cassiterite nei pressi di Meitschenhof (comune di Pregarten) nell'Alta Austria; nelle cave di Kaiserer e Lohninger, che un tempo venivano estratte su gneiss a piastre, ma che trasportano solo ghiaioni, nella Hüttwinkltal (Raurisertal) a Salisburgo; nei basalti nefelitici sullo Stradner Kogel presso Wilhelmsdorf (comune di Bad Gleichenberg) in Stiria, nonché nelle argille della Rotbachlspitze sul Passo di Vizze e sulla Grawandalm nello Zemmgrund nel Tirolo settentrionale.
In Svizzera, la gahnite è stata finora trovata solo nelle pegmatiti della Valle di Ponte presso Brissago nel Canton Ticino, nonché in aggregati granulari della gola della Lamma presso Fürgangen e nelle metabauxiti del Brunegghorn nel Canton Vallese.
Franklin e Sterling Hill nella contea di Sussex, nello stato americano del New Jersey, sono noti anche per i loro straordinari ritrovamenti di gahnite, dove vengono rivelati cristalli di dimensioni fino a 12 cm. Dopotutto, cristalli di gahnite fino a 3 cm di dimensione sono noti a Broken Hill nello stato australiano del Nuovo Galles del Sud.
Altri siti includono Argentina, Australia, Brasile, Cina, Canada, Namibia, Norvegia, Russia e Repubblica Ceca.
Inoltre, la gahnite può essere prodotta sinteticamente durante la produzione di zinco nel forno a muffola.

## Forma in cui si presenta in natura
Il minerale è da traslucido a opaco e mostra una lucentezza di vetro untuoso sulle superfici dei cristalli blu-verdi, giallo-marroni o nero-verdastri.

## Utilizzo
Come minerale, la gahnite non ha alcuna importanza economica.
Anche se la gahnite appartiene al gruppo degli spinelli noti come pietre preziose e si trova anche in varietà chiare e trasparenti, è raramente usata come tale. Occasionalmente, tuttavia, viene tagliato in forma sfaccettata da collezionisti esperti.